# 中海テレビ放送
株式会社中海テレビ放送（ちゅうかいテレビほうそう、CHUKAI CABLE TELEVISION SYSTEM OPERATOR）は、鳥取県米子市に本社を置き、鳥取県西部（江府町を除く）をエリアとするケーブルテレビ局。単に「中海テレビ」と呼ばれることが多く、さらに縮めて「中海」（ちゅうかい）と呼ばれることもある。日本ケーブルテレビ連盟のウェブサイトでは「CCO」と省略表記されているが、この表記がロゴ以外で使われるケースは滅多にない。
中海（なかうみ）の環境保全と街づくりの推進を目的とするNPO法人「中海再生プロジェクト」と鳥取県西部の広域連携を図る「鳥取県西部広域交流ネットワーク」（通称：テゴネット）の事務局を務める。

## 沿革
- 1984年（昭和59年）11月20日 - 設立。
- 1989年（平成元年）11月1日 - 米子市で開局。
- 1995年（平成7年）
  - 6月 - テレビせとうち・サンテレビの再送信を開始。
  - 10月 - 朝日放送（現・朝日放送テレビ）の再送信を開始。
- 1999年（平成11年）4月 - 瀬戸内海放送の再送信を開始。
- 2000年（平成12年）
  - 3月 - 日吉津村で開局。
  - 9月 - 境港市で開局。
  - 11月 - インターネットサービス開始。
- 2003年（平成15年）11月 - 岸本町（現・伯耆町岸本地区）で開局。
- 2004年（平成16年）9月 - 日南町で開局。
- 2005年（平成17年）1月1日 - 岸本町・溝口町が合併して伯耆町となり、「岸本町自主放送チャンネル」は「鬼の里ちゃんねる」と統合し「伯耆町チャンネル」に改称。伯耆町有線テレビジョン放送からの配信となる。
- 2006年（平成18年）10月 - 米子市地域で地上デジタル放送が開始されたが、再送信開始の時期は公式サイトでは公表されていない。
- 2007年（平成19年）
  - 4月 - 南部町で開局。
  - 米子市（淀江地区）で開局。
  - 大山町で開局。
- 2009年（平成21年）
  - 瀬戸内海放送のデジタル放送の再送信を開始（トランスモジュレーション方式のみの再送信のため、視聴にはSTBが必須。以下同じ）。山陰地区初のデジタル放送の区域外再放送である。
  - 7月1日 - 一部アナログ放送のチャンネルポジション変更、およびデジタル放送の追加が行われた。
- 2010年（平成22年）4月 - 伯耆町有線テレビジョン放送において、BSデジタル放送・CSデジタル放送サービスを開始。伯耆町有線テレビジョン放送利用契約を中海テレビ放送と締結する制度の開始[2]。
- 2011年（平成23年）
  - 3月1日 - テレビせとうちのデジタル放送の再送信を開始。
  - 4月1日 - サンテレビのデジタル放送の再送信を開始。
  - 4月12日 - 区域外アナログ放送、BSアナログ放送、CSアナログ放送を終了。朝日放送（現・朝日放送テレビ）はこの日をもって、サービスを終了することとなった。
  - 7月1日 - NHK鳥取と地元民放のデジアナ変換開始。
- 2015年（平成27年）2月18日 - 14:00にデジアナ変換終了。山陰地区のケーブルテレビ局では最速であった。
- 2016年（平成28年）
  - 4月1日 - ローカルエナジー株式会社（同社が50%出資）と連携して、全国のケーブルテレビ初の独立した電力小売事業を開始。
  - 11月2日 - 日野町サービスエリア化について、日野町と連携協定[3]。
- 2017年（平成29年） - 日野町内で順次サービス開始。
- 2021年（令和3年）4月1日 - 日野町内でテレビせとうちの再放送を開始[4]。

## サービスエリア
- 鳥取県
  - 米子市
  - 境港市
  - 西伯郡伯耆町（2010年4月から全域）、南部町、大山町、日吉津村
  - 日野郡日南町
    - 自治体が設備を設置して、中海テレビ放送がサービスを実施する、公設民営方式の地域がある。

  - 日野郡日野町

## 特色
一般的なローカル局は自前で作る番組の割合が低く、残りの時間をキー局や準キー局の番組で埋めていることに不満を持った髙橋孝之（現・代表取締役会長）は、アメリカの地域情報に特化したテレビ局「NY1」を参考に地元のニュースを独自取材して流す専門チャンネルを作った。記者クラブに記者を派遣する大手メディアのような体制を取らず、一人で取材、カメラ、編集までを行う体制を行うが、報道局に在籍する記者は2022年時点で15人のみである。しかしながら月平均残業時間は21.3時間と大手メディアと比較すれば低く、増収を続けていることからも効率的な体制といえる。また、経済産業省によって2022年度、2023年度の健康経営優良法人に、2024年度の健康経営優良法人（ブライト500）に認定されている。

## 宅内機器のメーカー

### セットトップボックス
デジタルセットトップボックス（STB）は以下のメーカーの製品が使われており、工事時期や契約サービスで異なる。
- パナソニック - Smart TV Box以外はいずれも記載した品番の前に「TZ-」がつく。
  - STB（通常） - セットトップボックス#TZ-DCH520/521/820/821/1520/1820、等。
  - デジ録 - HDW600M、HDW611P、等。
  - デジ録ブルーレイ - BDW900M、BDT900PW、等。
  - Chukaiスマートテレビ（2015年1月13日サービス開始） - Smart TV Box。
  - アナログホームターミナルは原則JC360（松下電器産業名義）であった。
- HUMAX - JC-3100。
- サイエンティフィック・アトランタ - Explorer 8200HDJ。

### ケーブルモデム
- KDDIとの提携で提供されるChukaiケーブルプラス電話のEMTAはNECマグナス製。
- ケーブルインターネットのケーブルモデムはサイエンティフィック・アトランタ、ないしはその親会社であるシスコシステムズ製。
- 2011年12月1日よりサービスを開始した無線LAN対応ケーブルモデムはブロードネットマックス製。

## 主な放送チャンネル
テレビには、デジタル「ミニ」「ベーシック」「デラックス」の3コースが存在し、それぞれCS放送の視聴可能チャンネルが異なる。
月額はSTB1台当たり、全て税別。
| コース               | 月額    | 月額      |
| コース               | 1台目   | 2台目以降 |
| -------------------- | ------- | --------- |
| デラックス           | 4,200円 | 1,900円   |
| ベーシック           | 3,800円 | 1,500円   |
| ミニ                 | 2,300円 | 800円     |
| オプションコース     |         |           |
| デジ録               | 900円   | 900円     |
| デジ録ブルーレイ     | 1,900円 | 1,900円   |
| Chukaiスマートテレビ | 1,000円 | 1,000円   |

デジタル放送は日本デジタル配信を使用している。

### 地上波系列別再放送局
| NHK-G           | NHK-E   | NNN / NNS    | ANN          | JNN            | TXN            | FNN / FNS          | JAITS      |
| --------------- | ------- | ------------ | ------------ | -------------- | -------------- | ------------------ | ---------- |
| NHK鳥取 NHK松江 | NHK鳥取 | 日本海テレビ | 瀬戸内海放送 | 山陰放送テレビ | テレビせとうち | さんいん中央テレビ | サンテレビ |

### テレビ局

#### 地上波放送・自主放送
太字はハイビジョン放送。
| デジタル                                       | ID                      | 放送局 |                         |
| 地上 （パススルーあり）                        | 地上 （パススルーあり） | 地上 （パススルーあり） | 地上 （パススルーあり） |
| ---------------------------------------------- | ----------------------- | --- | ----------------------- |
| 011                                            | 1                       | 日本海テレビ |                         |
| 021                                            | 2                       | NHKEテレ（鳥取） |                         |
| 031-0                                          | 3                       | NHK総合（鳥取） |                         |
| 031-2                                          | 9                       | NHK総合（松江） |                         |
| 061                                            | 6                       | BSSテレビ |                         |
| 081                                            | 8                       | さんいん中央テレビ |                         |
| 地上・県外再放送 （パススルーなし・STBが必要） |                         | |                         |
| 051                                            | 5                       | KSB瀬戸内海放送 |                         |
| 071                                            | 7                       | TSCテレビせとうち |                         |
| 031-1                                          | 4                       | サンテレビ |                         |
| 自主放送・地上扱い （パススルーあり）          |                         | |                         |
| 111                                            | 11                      | コムコムスタジオ |                         |
| 113                                            |                         | ひえづ113チャンネル（日吉津村） 伯耆町チャンネル（伯耆町） なんぶSANチャンネル（南部町） ちゃんねる日南（日南町） 大山チャンネル（大山町） チャンネルひの（日野町） |                         |
| 121                                            | 12                      | 中海チャンネル121 |                         |
| 123                                            |                         | 生活情報チャンネル |                         |
| 自主放送・CS扱い （パススルーなし）            |                         | |                         |
| 330                                            |                         | ウェザーニュース |                         |
| 331                                            |                         | パブリック・アクセス・チャンネル （市民チャンネル） |                         |
| 332                                            |                         | 県民チャンネル・県議会中継 |                         |
| 334                                            |                         | 米子チャンネル（米子市） |                         |
| 335                                            |                         | 境港チャンネル（境港市） （市議会中継のみ） |                         |

- 県外放送を除く地上デジタル放送（NHK松江総合テレビを含む）はパススルー方式及びトランスモジュレーション方式のため、地上デジタル対応テレビ・レコーダー・チューナー及びデジタルSTBで視聴可能。
- パススルー視聴の場合はサンテレビが視聴出来ない為、031チャンネルはNHK鳥取総合（ID3）・NHK松江総合（ID4）の順に割り当てられる。
- 自主放送のハイビジョンチャンネルの解像度は1920×1080i（いわゆるフルハイビジョン）。
- 2023年10月1日より、123chのデータ放送でNHK-FM（松江）・エフエム山陰・BSSラジオ・DARAZ FMの配信を開始（FMチューナー等での受信は不可）。

#### 2K BS放送
| デジタル | ID       | 放送局               | 放送局         |
| -------- | -------- | -------------------- | -------------- |
| 101      | 1        | NHK BS               | NHK BS         |
| 141      | 4        | BS日テレ             | BS日テレ       |
| 151      | 5        | BS朝日               | BS朝日         |
| 161      | 6        | BS-TBS               | BS-TBS         |
| 171      | 7        | BSテレ東             | BSテレ東       |
| 181      | 8        | BSフジ               | BSフジ         |
| 200      | 10       | BS10                 | BS10           |
| 211      | 11       | BS11イレブン         | BS11イレブン   |
| 222      | 12       | BS12トゥエルビ       | BS12トゥエルビ |
| 231      |          | 放送大学テレビ       | 放送大学テレビ |
| 260      |          | J:COM BS             | J:COM BS       |
| 265      |          | BSよしもと           | BSよしもと     |
| 有料放送 | 有料放送 | 有料放送             | 月額           |
| 191      | 9        | WOWOWプライム        | 2,300円        |
| 192      |          | WOWOWライブ          | 2,300円        |
| 193      |          | WOWOWシネマ          | 2,300円        |
| 201      | 10       | BS10スターチャンネル | 1,800円        |

#### 4K8K BS放送
| デジタル | ID | 放送局             | 放送局             |
| -------- | -- | ------------------ | ------------------ |
| 101      | 1  | NHK BSプレミアム4K | NHK BSプレミアム4K |
| 141      | 4  | BS日テレ 4K        | BS日テレ 4K        |
| 151      | 5  | BS朝日 4K          | BS朝日 4K          |
| 161      | 6  | BS-TBS 4K          | BS-TBS 4K          |
| 171      | 7  | BSテレ東 4K        | BSテレ東 4K        |
| 181      | 8  | BSフジ 4K          | BSフジ 4K          |

#### CS放送
ハイビジョンチャンネルに付与される「HD」は省略。chの「x」にはHDでは「6」、SDでは「2」が入り、両方放送している場合は下2桁は全く同じ。
- ○ - 視聴可能
- ☆ - 有料チャンネル
- △ - えらべ～るチャンネル[注釈 3]（HD・SD両方ある場合はHDのみ）
- × - 視聴不可

| デジタル                                                                                  | デジタル                               | 放送局                                 | 視聴可否                               | 視聴可否                               | 視聴可否                               | 月額                                       |
| SD                                                                                        | HD                                     | 放送局                                 | ミニ                                   | ベーシック                             | デラックス                             | 月額                                       |
| スポーツ（x10ch台(公営競技はx80ch台)）                                                    | スポーツ（x10ch台(公営競技はx80ch台)） | スポーツ（x10ch台(公営競技はx80ch台)） | スポーツ（x10ch台(公営競技はx80ch台)） | スポーツ（x10ch台(公営競技はx80ch台)） | スポーツ（x10ch台(公営競技はx80ch台)） | スポーツ（x10ch台(公営競技はx80ch台)）     |
| ----------------------------------------------------------------------------------------- | -------------------------------------- | -------------------------------------- | -------------------------------------- | -------------------------------------- | -------------------------------------- | ------------------------------------------ |
| x11                                                                                       | x11                                    | スカイA                                | △                                      | ○                                      | ○                                      | 1,000円                                    |
| x12                                                                                       | x12                                    | GAORASPORTS                            | ×                                      | ○                                      | ○                                      | なし                                       |
| x17                                                                                       | x17                                    | ゴルフネットワーク                     | ×                                      | ○                                      | ○                                      | なし                                       |
|                                                                                           | 610                                    | J SPORTS 3                             | △                                      | ○                                      | ○                                      | 4chセット：2,286円 J SPORTS 4単独：1,300円 |
|                                                                                           | 613                                    | J SPORTS 1                             | △                                      | ○                                      | ○                                      | 4chセット：2,286円 J SPORTS 4単独：1,300円 |
|                                                                                           | 614                                    | J SPORTS 2                             | △                                      | ○                                      | ○                                      | 4chセット：2,286円 J SPORTS 4単独：1,300円 |
|                                                                                           | 615                                    | J SPORTS 4                             | ☆                                      | ☆                                      | ☆                                      | 4chセット：2,286円 J SPORTS 4単独：1,300円 |
|                                                                                           | 618                                    | 日テレジータス                         | △                                      | ○                                      | ○                                      | 900円                                      |
|                                                                                           | 685                                    | グリーンチャンネル                     | ☆                                      | ☆                                      | ☆                                      | 1,200円                                    |
|                                                                                           | 686                                    | グリーンチャンネル2                    | ☆                                      | ☆                                      | ☆                                      | 1,200円                                    |
| 映画・ドラマ（x20ch台）                                                                   |                                        |                                        |                                        |                                        |                                        |                                            |
| x22                                                                                       | x22                                    | チャンネルNECO                         | △                                      | ○                                      | ○                                      | 500円                                      |
|                                                                                           | 623                                    | V☆パラダイス                           | ☆                                      | ☆                                      | ○                                      | 700円                                      |
|                                                                                           | 624                                    | WOWOWプラス                            | ×                                      | ×                                      | ○                                      | なし                                       |
|                                                                                           | 625                                    | 東映チャンネル                         | ☆                                      | ☆                                      | ☆                                      | 1,500円                                    |
|                                                                                           | 626                                    | 衛星劇場                               | ☆                                      | ☆                                      | ☆                                      | 2,000円                                    |
|                                                                                           | 629                                    | KBS WORLD                              | ×                                      | ×                                      | ○                                      |                                            |
| x30                                                                                       | x30                                    | ファミリー劇場                         | △                                      | ○                                      | ○                                      | 1,000円                                    |
| x31                                                                                       | x31                                    | スーパー!ドラマTV                      | △                                      | ○                                      | ○                                      | 1,000円                                    |
| x33                                                                                       | x33                                    | Dlife                                  | ×                                      | ○                                      | ○                                      | なし                                       |
|                                                                                           | 634                                    | 時代劇専門チャンネル                   | ×                                      | ○                                      | ○                                      | なし                                       |
|                                                                                           | 635                                    | LaLa TV                                | ×                                      | ○                                      | ○                                      | なし                                       |
|                                                                                           | 637                                    | ミステリーチャンネル                   | ×                                      | ×                                      | ○                                      | なし                                       |
| アニメ（x40ch台）                                                                         |                                        |                                        |                                        |                                        |                                        |                                            |
| x40                                                                                       | x40                                    | カートゥーン ネットワーク              | ×                                      | ○                                      | ○                                      | なし                                       |
|                                                                                           | 641                                    | アニマックス                           | △                                      | ○                                      | ○                                      | 739円                                      |
|                                                                                           | 642                                    | キッズステーション                     | △                                      | ○                                      | ○                                      | 600円                                      |
| エンタメ（x40ch台・x60ch台・x80ch台）                                                     |                                        |                                        |                                        |                                        |                                        |                                            |
|                                                                                           | 645                                    | テレ朝チャンネル1                      | △                                      | △                                      | ○                                      | 600円                                      |
|                                                                                           | 648                                    | チャンネル銀河                         | ×                                      | ○                                      | ○                                      | なし                                       |
|                                                                                           | 669                                    | TBSチャンネル2                         | △                                      | ○                                      | ○                                      | 600円                                      |
| x80                                                                                       | x80                                    | MONDO TV                               | ×                                      | ○                                      | ○                                      | なし                                       |
|                                                                                           | 681                                    | フジテレビTWO                          | ☆                                      | ☆                                      | ○                                      | 3chセット：1,500円 NEXT単独：1,000円       |
|                                                                                           | 682                                    | フジテレビONE                          | ☆                                      | ☆                                      | ○                                      | 3chセット：1,500円 NEXT単独：1,000円       |
|                                                                                           | 689                                    | フジテレビNEXT                         | ☆                                      | ☆                                      | ☆                                      | 3chセット：1,500円 NEXT単独：1,000円       |
| ニュース（x50ch台）                                                                       |                                        |                                        |                                        |                                        |                                        |                                            |
| x51                                                                                       | x51                                    | 日経CNBC                               | △                                      | ○                                      | ○                                      | 900円                                      |
| x54                                                                                       | x54                                    | TBS NEWS                               | △                                      | ○                                      | ○                                      | 371円                                      |
|                                                                                           | 657                                    | BBCワールドニュース                    | △                                      | △                                      | ○                                      | 900円                                      |
| x58                                                                                       | x58                                    | テレ朝チャンネル2                      | △                                      | ○                                      | ○                                      | 600円                                      |
| ドキュメンタリー（x50ch台）                                                               |                                        |                                        |                                        |                                        |                                        |                                            |
| x55                                                                                       | x55                                    | ヒストリーチャンネル                   | ×                                      | ○                                      | ○                                      | なし                                       |
|                                                                                           | 659                                    | ナショナルジオグラフィック             | ×                                      | ○                                      | ○                                      | なし                                       |
| 音楽（x60ch台）                                                                           |                                        |                                        |                                        |                                        |                                        |                                            |
| x61                                                                                       | x61                                    | MUSIC ON! TV                           | ×                                      | ○                                      | ○                                      | なし                                       |
| x62                                                                                       | x62                                    | スペースシャワーTV                     | ×                                      | ○                                      | ○                                      | なし                                       |
|                                                                                           | 664                                    | 歌謡ポップスチャンネル                 | ×                                      | ○                                      | ○                                      | なし                                       |
| 趣味・教養（x70ch台）                                                                     |                                        |                                        |                                        |                                        |                                        |                                            |
|                                                                                           | 670                                    | 囲碁・将棋チャンネル                   | △                                      | ○                                      | ○                                      | 1,400円                                    |
| 276                                                                                       |                                        | 釣りビジョン                           | ☆                                      | ☆                                      | ☆                                      | 1,200円                                    |
| ショッピング（x70ch台）                                                                   |                                        |                                        |                                        |                                        |                                        |                                            |
|                                                                                           | 671                                    | ショップチャンネル                     | ○                                      | ○                                      | ○                                      | なし                                       |
|                                                                                           | 672                                    | QVC                                    | ○                                      | ○                                      | ○                                      | なし                                       |
|                                                                                           | 674                                    | ジュエリー☆Gem Shopping TV             | ○                                      | ○                                      | ○                                      | なし                                       |
| アダルト（x90ch台）                                                                       |                                        |                                        |                                        |                                        |                                        | なし                                       |
|                                                                                           | 390                                    | プレイボーイチャンネル                 | ☆                                      | ☆                                      | ☆                                      | 2chセット：3,500円 各ch単独：2,000円       |
|                                                                                           | 391                                    | レッドチェリー                         | ☆                                      | ☆                                      | ☆                                      | 2chセット：3,500円 各ch単独：2,000円       |
|                                                                                           | 392                                    | レインボーチャンネル                   | ☆                                      | ☆                                      | ☆                                      | 2,300円                                    |
| ※アダルト放送を視聴する場合は、通常の視聴契約とは別に、年齢確認を行う特別な手続きが必要。 |                                        |                                        |                                        |                                        |                                        |                                            |

## 自主制作番組

### コムコムスタジオ
中海テレビニュース コムコムスタジオ
初回：毎日 18:00 - 18:30
初回放送後は翌日の18:00までリピートされる。
昼のニュース
初回：月 - 金 13:30 - 13:33
初回放送後は18:00までリピートされる。この放送後は前日のコムコムスタジオが3分削られる。
中海テレビニュース モーニングスタジオ
月 - 金 06:30 - 08:00
2013年4月に放送開始した、中海テレビ初の朝ワイド番組。中海テレビの番組で唯一リピートされないため、「LIVE」アイコンが表示される。
2014年6月から、06:30 - 07:30の間はDARAZ FMでも同時生放送。

### 中海チャンネル121

#### 生放送
Chukai情報広場 パルディア
初回：毎週金曜日 19:00 - 20:00
県議熱中討論
初回：第4（第5）日曜日 11:00 - 12:00

#### 第1日曜日更新
MUSIC on the STAGE ～ふるさとの音楽家たち～
県西部にゆかりのある音楽家にスポットを当てる。
若者たちの挑戦
企業活動や文化活動などに挑戦する若者を紹介する。
まちづくりのリーダー達～地域のボランティア・NPOネットワーク～
まちづくり団体やボランティアを紹介する。
米子高専 知的セミナー
国立米子工業高等学校の教員が身近な話題などを紹介する。
産業技術HOT情報
鳥取県産業技術センターが取り組む研究や成果を紹介する。

#### 第2日曜日更新
出会い ふれあい そぞろ歩き
三浦健吾が鳥取県西部の地域を「そぞろ歩き」する。
中海物語
中海再生プロジェクトを紹介する。
地域力で街づくり
地域の問題や解決策を考える。

#### 第3日曜日更新
がんばれ地域経済 ビジネスNOW
鳥取県西部のビジネス情報を紹介する。
聞いて納得！医療最前線
鳥取大学医学部附属病院の医師が医療について話す。
ふるさと料理人の一品ファイル
地元食材を地元の料理人が調理する。
暮らし行き活き！とりたん13分教室
鳥取短期大学の講師によるテレビ講座。
地域に活きる
県西部出身者の人生の軌跡を紹介する。

#### 第4（第5）日曜日更新
勝つのはどっちだ！ボウリング決戦
県西部の同業者同士によるボウリング対決。
ルール
- チームは3人1組で順番に投げる。最終10フレームは誰が投げてもいい。
- 第5フレーム終了時点で、公平のためレーンチェンジ。
- 最大の特徴として、「ギャフンタイム」と呼ぶ番狂わせの存在があげられる。第9フレームまでの間に、相手チームの応援団から指名して投げさせる事ができる。
- 最終結果が同点の場合はサドンデス（それぞれが1投して多く倒したチームの勝ち）。

ふるさとタイムトリップ
県西部で撮影された昔の写真や映像から当時を振り返る。
日野川物語
日野川の魅力を紹介する。
鳥取環境大学 未来への授業
鳥取環境大学の講師が地域と地球の未来について話す。

### 330ch台
331 - PAC（パブリック・アクセス・チャンネル、Public Access Channnel）
市民の投稿作品を放送する。1992年11月に放送開始、日本初。
332 - 県民チャンネル
平時は121の再放送。
333 - 生活情報チャンネル
文字情報。

### 記者・パーソナリティ
順不同、過去含む。
- 三浦健吾（みうら けんご）
- 宮本いずみ（みやもと いずみ）
- ほのまる
  - 向井登志彦（むかい としひこ）
  - 岡田康秀（おかだ やすひで）
- 土井えみか（土井恵美加、どい えみか） - DARAZ FMの「えみか」。
- 上田和泉（うえだ いずみ）
- 榧野樹美（かやの じゅみ）
- 本池美香（もといけ みか）
- 桂小文吾（かつら こぶんご）
- 庄司正樹（しょうじ まさき）
- クイーンボウル
  - 河津孝彦（かわつ たかひこ）
  - 河津憲廣
- 本池亜衣（もといけ あい）
- 野口荘太郎（のぐち そうたろう、山陰経済新聞社）
- 和田明日香（わだ あすか）
- 前田和美（まえだ かずみ）
- 林葉子（はやし ようこ）
- 松本郁美（まつもと いくみ）
- ユウト
- 野坂まりあ（のさか まりあ）
- 白川富貴
- 原綾也佳（はら あやか）
- 田口空（たぐち そら） - 報道課[8]

他、多数。

## 電話サービス
- ケーブルプラス電話（ KDDIとの業務提携により提供する固定電話サービス）

## 主な出資団体
米子市、境港市、日吉津村、伯耆町、日南町、南部町、大山町、日野町、山陰合同銀行、鳥取銀行、島根銀行、米子信用金庫、新日本海新聞社、山陰中央新報社他、地元を中心に法人・個人121社（名）